# Monetazione hispanica
Con monetazione hispanica si intende l'insieme delle monete coniate nella penisola iberica durante l'antichità.
In una prima fase le monete furono coniate dalle città fondate da Greci e Fenici, monete che ripresero i tipi caratteristici delle due culture.
Negli ultimi decenni del terzo secolo inizia la presenza di una monetazione emessa dalle città legate a Roma. Queste monete presentano caratteristiche proprie ed usano l'alfabeto iberico. Accanto a queste si iniziano a coniare monete con l'alfabeto latino.
Dopo il 133 a.C. con la fine delle guerre celtibere e la caduta di Numantia c'è una forte restrizione degli spazi di autonomia delle popolazioni iberiche e la monetazione con l'alfabeto iberico rimane ristretta a poche zecche mentre le altre emissioni usano l'alfabeto latino. Una parziale ripresa dell'alfabeto iberico si ebbe durante la presenza di Sertorio.
Alla fine della repubblica romana ci furono monete emesse nella penisola iberica con legende latine ed a cura di magistrati romani, in particolare durante il periodo delle guerre civili. Si tratta per lo più di monete coniate dalle parti in lotta per pagare i soldati.
Anche durante l'impero furono coniate monete nella penisola. A questa si affiancarono monete in cui era rappresentata l'Hispania come quelle di Galba o di Adriano. In particolare nelle monete di Adriano la Hispania è rappresentata come una donna, reclinata su dei massi, con un ramo nella mano; un coniglio si trova vicino ai suoi piedi. Esiste un'altra serie di monete in cui la Hispania è raffigurata, sempre con il ramo ed il coniglio, in ginocchio davanti all'imperatore che la invita ad alzarsi ed intorno la legenda RESTITVTORI HISPANIAE.

## Prime monete
La storia delle monete in Spagna risale alle prime colonie greche e cartaginesi: le prime città ad emettere monete sono due colonie greche e due colonie fenicie: 
- Emporiai ((ES)  Ampurias, catal. Empúries), fondata dai focei di Massalia nella prima metà del VI secolo a.C. vicino al confine con la futura Gallia, nell'attuale provincia catalana di Gerona
- Rhoda, (sp. Rosas, cat. Roses), fondata nella seconda metà del VI o agli inizi del V secolo a.C. da coloni di incerta provenienza (rodii, secondo la leggenda), anch'essa nell'attuale provincia catalana di Gerona
- Gades - Gadir, Gdr - גדר (Cadice) fondata nell'occidente del Mar Mediterraneo, dai Fenici nell'VIII secolo a.C.
- Ebusus, un porto fondato nelle Isole Baleari dai fenici con il nome di Ibossim.

Le monete di queste colonie ripropongono elementi caratteristici delle rispettive madrepatria.

### Emporiai
|                                         |                                      |
| Testa destra                            | Pegaso in volo; cerchietti in basso. |
| AR Tetartemorion (0,15 g); ca. 240 a.C. |                                      |

|                                  |                                 |
| Persefone, tre delfini intorno   | Pegaso in volo. Sotto ΕMΠΟΡΙΤΩΝ |
| AR Dracma (4,85 g); ca. 240 a.C. |                                 |

metà del IV - metà del III secolo a.C.triemiobolo: Testa femminile tra E e M / cavaliere nudo su cavallo spaventato
obolo: Atena dx con elmo corinzio / capra sin, E in alto
obolo: Persefone con corona di spighe tra E e M e tre delfini intorno / Pegaso dx.
prima del 250 a.C.Dracma: Persefone con corona di spighe, tre delfini intorno / Pegaso dx. ΕΜΠΟΡΙΤΩΝ
250 a.C. - 206 a.C.Dracma: Persefone con corona di spighe, tre delfini intorno / Pegaso dx. Emporiton in greco

### Rhoda
La città era stata fondata, secondo la leggenda, da abitanti dell'isola di Rodi e nelle sue monete riporta tipi della mitica madrepatria.
L'inizio della coniazione è leggermente posteriore alla dracma di Emporiae, ma ha una durata sensibilmente inferiore e pertanto le monete sono più rare.
ca. 250 a.C.
dracma: ΡΟΔΗΤΩΝ testa di Persefone / Rosa  vista dal basso
Questa moneta, di elevato livello qualitativo, fu spesso imitata da popolazioni iberiche e galliche.
Il tipo al rovescio indica il nome della città ("tipo parlante"), come anche nelle monete della madrepatria: ῥοδον (rhodon) in greco antico è il nome della rosa.

### Gades
Dracma
ca. ultimo terzo del III secolo a.C. 17 mm. 3'33 g.
Testa di Melqart a sin. con pelle di leone ed una clava sulla spalla destra / Tonno dx. Scritte puniche in alto (MHLM) e in basso ('GDR).
Emidracma
Testa di Melqart a sin. con pelle di leone ed una clava sulla spalla destra / Tonno dx. Scritte puniche in alto (MHLM) e in basso ('GDR).
Esistono varianti con testo diverso.
Esistono anche monete di bronzo con tipi e legende analoghe che sono attribuite al periodo precedente la conquista romana.
I tipi prevalenti sono
Melqart di fronte / due tonni e 'GDR
Melqart di profilo / due tonni e 'GDR
Melqart di profilo / delfino e 'GDR
Il tipo di Melqart viene ripreso nella monetazione provinciale romana, sostituito da Ercole. Vengono attribuite alla zecca di Gades alcune monete coniate nella zona sotto Augusto, nel periodo 27 a.C. - 14 d.C.

### Ebusus
Ebusus, (Ibiza) era una colonia fenicia situata sulle Isole Baleari, fondata forse verso la fine dell'VIII secolo a.C.
Di Ebusus sono riportate didracme ed emidracme d'argento ed alcune monete di bronzo. La monetazione d'argento è collocata verso la metà del III secolo a.C. e gli inizi del II secolo a.C. Le monete di bronzo sono probabilmente leggermente posteriori, agli inizi del II secolo a.C.
Didracma ed emidracma
Kabeiros seduto di fronte con martello e serpente / toro passante
Il piede usato per l'argento era di 9,98 per il didracma e per l'emidracma di ca. 2,53 grammi.
Le monete di bronzo presentano sempre al dritto la figura di Kabeiros con il martello ed il serpente ed al rovescio l'iscrizione in caratteri fenici, אבשם, con il nome dell'isola. Gli antichi credevano che il terreno di Ebusus uccidesse i rettili velenosi. Questo forse spiegherebbe i tipi usati.

## Monete celtibere e iberiche
Sul finire del III secolo a.C. all'incirca in concomitanza con la seconda guerra punica nei territori dell'attuale Spagna c'è una significativa presenza di monete celtibere e romano-celtibere.
Si tratta di un gruppo di monete molto ampio coniato già sotto il controllo romano. I romani avevano già introdotto la loro moneta nella penisola iberica, e contemporaneamente si sviluppò una monetazione parallela di completamento necessaria all'economia locale.
Le monete sono quasi esclusivamente di bronzo ed hanno la caratteristica di presentare le scritte in alfabeto iberico. I romani chiamavano questa monetazione  signatum Oscense, anche se Osca non fu l'unica zecca a coniare (persino un centro di modeste dimensioni come Iacca, situato nel distretto di Osca ne possedeva una)
Il tipo dominante è una testa barbuta al dritto ed un cavaliere con lancia al rovescio.
Accanto alla monetazione celtibera, alcune zecche coniarono monete con l'alfabeto latino. Le zecche più rilevanti sono Corduba e Carteia, oltre a Carmo, Acinipo e Laelia
Le zecche già esistenti continuarono a coniare anche nella nuova situazione politica.
La riforma delle province del 133 a.C., al termine delle guerre celtibere, pose termine quasi completamente alle monete con le legende iberiche, anche se sotto Sertorio (80-72 a.C.) furono coniate nuovamente monete con le scritte negli alfabeti latino ed iberico.
Secondo Zobel la monetazione può essere così suddivisa:
| Hispania Citeriore I. Regione orientale. 1. Distretto di Emporiae. 2. „ „ Tarraco. 3. „ „ Ilerda. 4. „ „ Saguntum. II. Regione settentrionale. 5. Distretto di Osca. 6. „ „ Pompaelo. 7. „ „ Turiaso. 8. „ „ Calagurris. III. Regione centrale. 9. Distretto di Numantia. 10. „ „ Bilbilis. 11. „ „ Segobriga. IV. Regione meridionale. 12. Distretto di Carthago Nova. 13. „ „ Acci. 14. „ „ Castulo. | Hispania Ulteriore I. Regione orientale. 1. Distretto di Obulco [Corduba]. 2. „ „ Illiberis. II. Regione meridionale. 3. Distretto di [[Malaca]]. 4. „ „ [[Asido]]. 5. „ „ Gades. III. Regione occidentale. 6. Distretto di Carmo [Hispalis]. 7. „ „ [[Myrtilis]] [Emerita]. 8. „ „ [[Salacia]] [Ebora]. |

In questa fase di norma sulle monete troviamo l'etnico della tribù ove la moneta viene coniata e non quello della città, anche se comunque a volte l'etnico della tribù coincide con quello della città.
Anche alcune città importanti coniarono usando il nome della tribù:
| Emporiae      | Indigetes     |
| Tarraco       | Cessetani     |
| Osca          | Celsitani     |
| Numantia      | Aregoradenses |
| Saguntum      | Arsenses      |
| Carthago Nova | Sethitani     |
| Acci          | Igloites      |

Sempre Zobel propone questa cronologia
I. 226-214 a.C. Vittoriati di Saguntum, 1ª serie da 3 scrupoli  (52½ grs. - 3,37 g). 
Dracme di Emporiae ridotte al vecchio standard del denario da 1/72 di libra. (70 grs, 4,52 g).
Le più vecchie monete con le legende latine e nella Hispania Ulteriore con le iscrizioni iberiche.
218. I Romani iniziano a battere monete di bronzo nelle Provincia Citeriore con iscrizioni iberiche.
II. 214-204 a.C. Nuova emissione di vittoriati a Saguntum in uno standard ridotto (45 grs. - 2,90 g)
III. 204-154 a.C. Le maggiori emissioni di monete romano-iberiche.
195 a.C. Emporiae e Saguntum cessano di battere argento.
171 a.C. Deduzione della colonia di Carteia.
Carteia conia frazioni di asse in bronzo.
IV. 154-133 a.C.
154. Guerra lusitana (Viriato) e guerra celtibera (Numantia).
138 Deduzione della colonia di Valentia.
Valentia batte bronzi di piede unciale con legende latine.
133 Caduta di Numantia.
Dopo la caduta di Numantia tutta la monetazione cessò nella Hispania citeriore eccetto i bronzi di Emporiae e Saguntum.

## Monete romano-iberiche
Si tratta di monete emesse in Hispania a volte con tipi locali ed alfabeto latino o, a volte, di monete decisamente romane.
La maggior parte è costituita da monete di bronzo anche se esistono denari tra cui quelli battuti ad Osca. Le zecche principali sono:
Hispania citeriore
- Emporiae
- Saguntum
- Valentia
- Osca

Hispania ulteriore
- Carmo o Karmo: la zecca di Carmo (Carmona) coniò dalla metà del II fino al principio del I secolo a.C. Le monete presentano una divinità femminile punico-turdetana ed a rovescio delle spighe con la legenda in alfabeto latino. Esistono anche monete con la testa di Ercole al dritto ed il caduceo al rovescio.
- Carteia
- Corduba
- Obulco

## Monete romane
| Gneo Pompeo                                                | Gneo Pompeo                                                                                          |
| ---------------------------------------------------------- | --- |
|                                                            | |
| Testa elmata di Roma, avanti M POBLICI LEG PRO, dietro P R | CN MAGNVS IMP, Hispania, con scudo e lance, offre una palma a Gneo Pompeo in piedi su prora di nave. |
| AR denario; 46-45 a.C. Cr469/1a                            | |

I Romani coniarono diverse monete in Spagna. Si tratta prevalentemente di monetazioni destinate al pagamento dei soldati effettuate da zecche al seguito di eserciti, in particolare durante le guerre civili.
Cordubada Corduba (Cordova) ci viene un quadrante di bronzo del I secolo a.C. (ca. 47-46 a.C.). Al dritto la testa diademata di Venere e la scritta CN IVLI L F Q e tre globuli; al rovescio Cupido stante con torcia e cornucopia, tre globuli e la scritta CORDVBA Secondo Edward Allen Sydenham Gneo Giulio è un questore imparentato con Cesare, come peraltro indicato dai tipi (Venere) usati.
Un altro quadrante ha gli stessi tipi ma il nome del magistrato è L FVRIVS
Anche Gneo Pompeo il Giovane, figlio maggiore di Gneo Pompeo Magno ha coniato monete in Hispania nel periodo in cui si trovava nella penisola, prima della battaglia di Munda. Sono monete datate 46-45 a.C. In una è rappresentata la dea Roma al dritto ed una figura femminile (Hispania) che dà un ramo di palma ad un soldato in piedi sulla prua della nave; di questa moneta esistono più varianti. Nell'altra al dritto è raffigurato Pompeo Magno e al rovescio una figura femminile che porge la mano per accogliere un soldato che scende dalla nave. Anche di questa moneta esistono molte varianti.
| Gneo Domizio Calvino              | Gneo Domizio Calvino                                     |
| --------------------------------- | -------------------------------------------------------- |
|                                   |                                                          |
| OSCA, testa di Ercole con collana | DOM. COS. ITER. IMP, simpulum, aspergillum, ascia e apex |
| AR denario; 3,78 g                |                                                          |

Gneo Domizio Calvino che era stato console nel 53 a.C. fu eletto console per la seconda volta nel 40 a.C. Nel 39-38 Calvino fu inviato come proconsole in Hispania: qui condusse una campagna e fu salutato come Imperator dai suoi soldati.
Ad Osca coniò un denario con un dritto che riprende l'Ercole barbato delle monete iberiche con il testo OSCA; al rovescio erano rappresentati un'ascia, un simpullum, un apex ed un aspergillum; il testo DOM. COS. ITER. IMP ci attesta il suo secondo consolatoe l'acclamazione di Imperator dei suoi soldati.
Le altre, successive, sono monete provinciali, con il nome di magistrati o imperatori romani, in particolare Augusto e Tiberio.

## Monete evocative
Una menzione a parte per alcune monete in cui è raffigurata l'Hispania.
Galbadi Galba esiste un denario battuto verso l'aprile del 68, forse a Tarraco. Su un lato è raffigurato l'imperatore a cavallo e sull'altra la testa dell'Hispania e la legenda HISPANIA
Adrianoesistono due tipi monetari di Adriano. Per entrambi i tipi furono battuti sia denari che altri valori in bronzo. Fu coniato anche un aureo.
In un tipo al rovescio è rappresentato Adriano in piedi che estende il suo braccio destro per aiutare ad alzarsi la Hispania che è in ginocchio. Hispania ha un ramo (ulivo?) sulle spalle; tra i due un coniglio. Intorno RESTITVTORI HISPANIAE
Nell'altro tipo monetario al rovescio è rappresentata la Hispania reclinata su massi con un ramo ed un coniglio ai suoi piedi. Nella legenda HISPANIA
Quest'ultima moneta è servita come modello per la prima peseta spagnola, coniata dal governo provvisorio spagnolo nel 1869, al momento dell'adesione della Spagna all'Unione monetaria latina.

## Tesori e circolazione monetaria
Le monete di molte zecche iberiche sono presenti nei repertori dei tesori ritrovati. In particolare per il territorio della penisola iberica l'IGCH riporta 52 ritrovamenti.
- Emporiae: le monete di Emporiae sono presenti in 24 ritrovamenti, tra quelli citati nell'IGCH. Di questi solo uno è fuori della penisola, e precisamente in Bosnia.  Le altre monete sono spesso frazioni associate per lo più a monete provenienti dal Mediterraneo occidentale o da altre monete della penisola iberica.[8]
- Rhoda: le monete di Rhoda sono presenti in un unico ritrovamento, proveniente da Tortosa e scoperto nel 1863. Il tesoro è attribuito al 240 a.C. ca. Nello stesso tesoro, oltre a 3 dracme di Rhoda, sono presenti monete di Emporiae (2 dr.) e di Ebusus (1 didr.). Oltre a queste monete sono presenti nei ritrovamenti anche delle monete di imitazione probabilmente di origine celtica.[8]
- Ebusus: anche le monete di Ebusus sono ritrovate solo nella penisola iberica, in 11 tesori. Uno di questi è il già citato tesoro di Tortosa. Negli altri le monete sono associate a coniazioni ispano-puniche e di Gades.[8]
- Gades: le monete di Gares sono state trovate in due tesori provenienti entrambi dai dintorni della città di Cadice. Il primo tesoro è associato con monete di Ebusus con monete ispano-puniche e con romane repubblicane.[8] Nell'altro tesoro sono presenti solo monete di Gades.[8]